# Liliana Švédská
Liliana Švédská (rozená Lillian May Daviesová, později Craigová; 30. srpna 1915 Swansea – 10. března 2013 Stockholm) byla britská modelka, která se v roce 1976 stala sňatkem s princem Bertilem Švédským členkou švédské královské rodiny. Byla tak tetou švédského král Karla XVI. Gustava, dánské panovnice Markéty II. a řecké královy Anne-Marie Dánské.

## Život

### Mládí v Británii
Lillian May Davies se narodila 30. srpna 1915 ve městě Swansea v Jižním Walesu jako dcera Williama Johna Daviese a jeho manželky Gladys Mary, rozené Curran. Liliana se stala modelkou a fotila pro časopisy jako Vogue. Její rodiče se ve 20. letech 20. století rozešli, ale rozvedli se až kolem roku 1939.
V roce 1940 se v Horshamu, Západním Sussexu prodala za skotského herce Ivana Craiga. Krátce po svatbě se Ivan připojil k britské armádě a odešel do Afriky. Během jeho nepřítomnosti pracovala v továrně, která vyráběla rádia pro královské námořnictvo a v nemocnici pro raněné vojáky.

### Manželství s princem Bertilem Švédským
V roce 1943 se v Londýně setkala s princem Bertilem Švédským, údajně na cocktail party na jejích 28. narozeninách. Brzy po setkání se stali milenci, přestože byla Liliana stále vdaná za Craiga. Když se po válce s manželem shledala, vyjádřil přání oženit se s jinou ženou, a následoval přátelský rozvod.
Bertilův starší bratr Gustav Adolf Švédský byl druhý v následnictví švédského trůnu; v roce 1947 však zemřel. Protože jeho synovi Karlu Gustavovi bylo méně než rok, bylo zřejmé, že kdyby král zemřel, musel by se stát Bertil regentem (další dědicové se vzdali svých míst v řadě dědictví kvůli sňatkům pro krále nepřijatelných). Z toho důvodu se Bertil nemohl s Lilianou oženit, a tak spolu pár žil diskrétně po více než třicet let. V roce 1946 Bertil získal dům v Sainte-Maxime ve Francii. Dům se stal jejich soukromým útočištěm.
Bertil se regentem nikdy nestal, protože jeho otec král žil dostatečně dlouho na to, aby jeho vnuk mohl usednout na trůn. Karel XVI. Gustav nastoupil v roce 1973 na trůn a poté, co se sám oženil s ženou z lidu, povolil také Bertilovi a Lilianě sňatek. Svatba se konala 7. prosince 1976 v kapli Drottningholmského paláce za přítomnosti krále a královny.

### Vdovství
Princ Bertil zemřel 5. ledna 1997 v jejich domě. Do roku 2010 Liliana pokračovala v reprezentaci královské rodiny na různých schůzkách a dalších příležitostech. Byla patronkou mnoha organizací.
V roce 2008 Liliana ve svém bytě upadla a zlomila si stehenní kost a v únoru 2009 utrpěla ve svém domě další pád. 3. června 2010 bylo oznámeno, že Liliana trpí Alzheimerovou chorobou. V posledních letech žila ve vile Solbacken, ošetřovaná třemi zdravotními sestrami.
Liliana zemřela 10. března 2013 ve Stockholmu.

## Vyznamenání

### Národní vyznamenání
- : Řád Serafínů
- : Řád polární hvězdy
- : Řád královské rodiny
- : Medaile k 50. narozeninám krále Karla XVI. Gustava

### Zahraniční vyznamenání
- : Řád osvoboditele generála San Martína
- : Čestný odznak Za zásluhy o Rakouskou republiku
- : Řád kříže země Panny Marie
- : Národní řád za zásluhy (Francie)
- : Záslužný řád Spolkové republiky Německo
- : Řád islandského sokola
- : Řád zásluh o Italskou republiku
- : Řád drahocenné koruny
- : Řád jordánské hvězdy
- : Řád tří hvězd
- : Řád velkovévody Gediminase
- : Řád Kristův
- : Řád Isabely Katolické